# Ewangeliarz

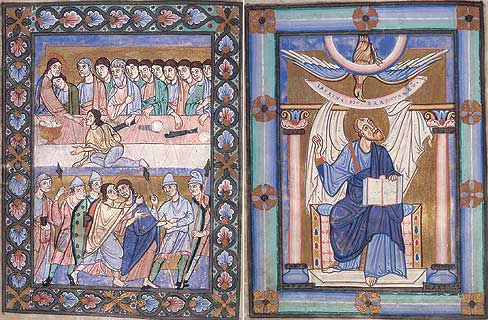
Miniatury z Ewangeliarza kruszwickiego

Ewangeliarz – w Kościołach chrześcijańskich ozdobna księga liturgiczna zawierająca teksty Ewangelii odczytywane w liturgii. 

## Kościół katolicki (obrządek łaciński)

### Forma zwyczajna Rytu Rzymskiego
Podczas uroczystych celebracji Ewangeliarz jest zanoszony na ołtarz przez diakona w procesji wejścia oraz na ambonę przed odczytaniem Ewangelii. W przypadku braku diakona księgę wnosi w procesji wejścia lektor, zaś na ambonę przenosi ją kapłan odczytujący tekst ewangeliczny.
Polskie wydanie Ewangeliarza zawiera teksty Ewangelii na niedziele i święta, z uwzględnieniem trzyletniego cyklu czytań niedzielnych.
Liturgista, ksiądz Bogusław Nadolski, podkreśla, że Ewangeliarz to przede wszystkim księga liturgiczna zawierająca kanoniczne teksty Ewangelii według czterech autorów, a Ewangelistarz zawiera tylko te perykopy (fragmenty) Ewangelii, które są odczytywane w celebracjach liturgicznych. Jednak w Polsce obie księgi określa się tym samym terminem.